# Rapport Dinah
 (août 2025).
La mise en forme du texte ne suit pas les recommandations de Wikipédia : il faut le « wikifier ».
Les points d'amélioration suivants sont les cas les plus fréquents :
- Les titres sont pré-formatés par le logiciel. Ils ne sont ni en capitales, ni en gras.
- Le texte ne doit pas être écrit en capitales (les noms de famille non plus), ni en gras, ni en italique, ni en « petit »…
- Le gras n'est utilisé que pour surligner le titre de l'article dans l'introduction, une seule fois.
- L'italique est rarement utilisé : mots en langue étrangère, titres d'œuvres, noms de bateaux, etc.
- Les citations ne sont pas en italique mais en corps de texte normal. Elles sont entourées par des guillemets français : « et ».
- Les listes à puces sont à éviter, des paragraphes rédigés étant largement préférés. Les tableaux sont à réserver à la présentation de données structurées (résultats, etc.).
- Les appels de note de bas de page (petits chiffres en exposant, introduits par l'outil «  Source ») sont à placer entre la fin de phrase et le point final[comme ça].
- Les liens internes (vers d'autres articles de Wikipédia) sont à choisir avec parcimonie. Créez des liens vers des articles approfondissant le sujet. Les termes génériques sans rapport avec le sujet sont à éviter, ainsi que les répétitions de liens vers un même terme.
- Les liens externes sont à placer uniquement dans une section « Liens externes », à la fin de l'article. Ces liens sont à choisir avec parcimonie suivant les règles définies. Si un lien sert de source à l'article, son insertion dans le texte est à faire par les notes de bas de page.
- La présentation des références doit suivre les conventions bibliographiques. Il est recommandé d'utiliser les modèles {{Ouvrage}}, {{Chapitre}}, {{Article}}, {{Lien web}} et/ou {{Bibliographie}}. Le mode d'édition visuel peut mettre en forme automatiquement les références.
- Insérer une infobox (cadre d'informations à droite) n'est pas obligatoire pour parachever la mise en page.

Pour une aide détaillée, merci de consulter Aide:Wikification.
Si vous pensez que ces points ont été résolus, vous pouvez retirer ce bandeau et améliorer la mise en forme d'un autre article.

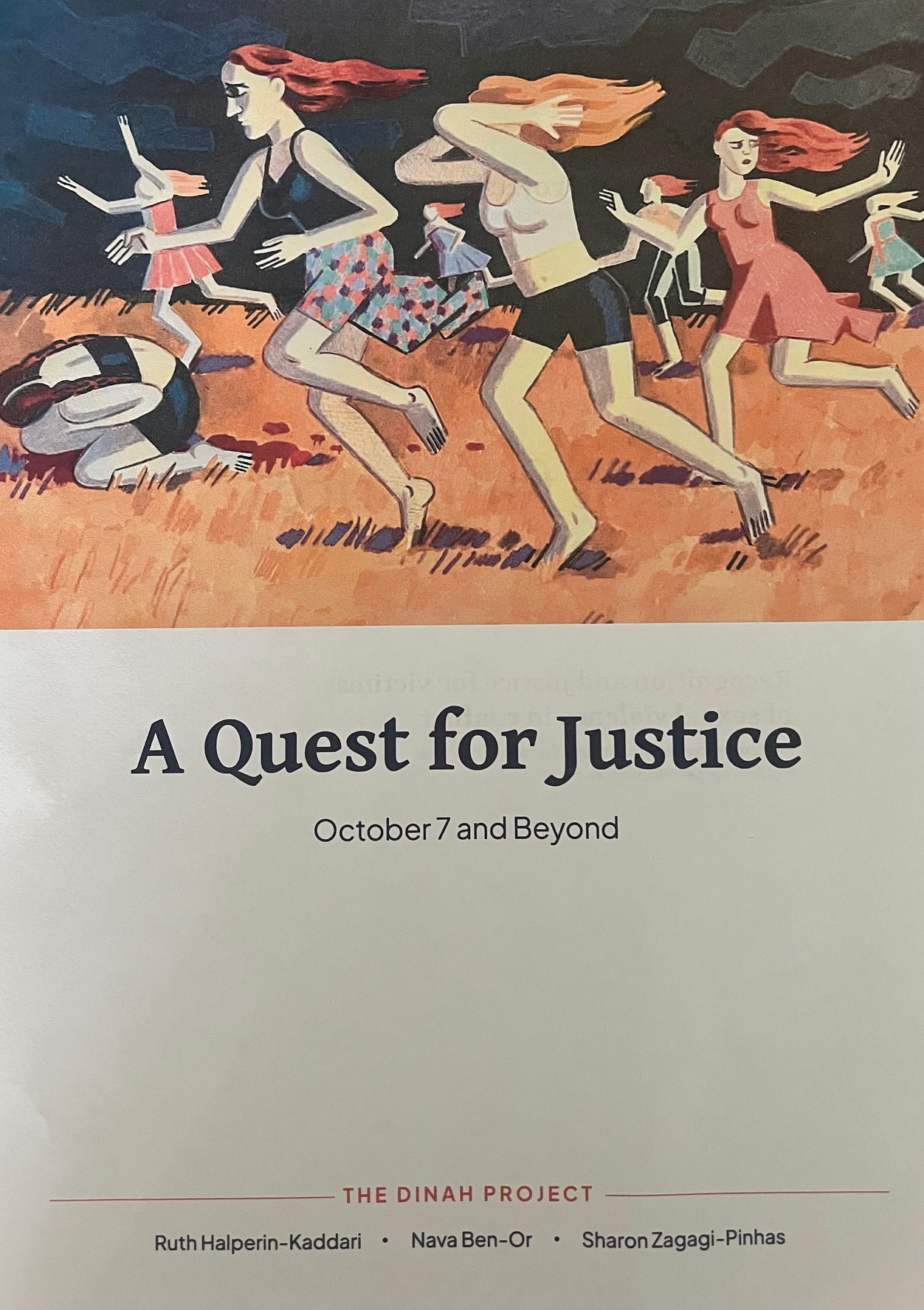
Rapport Dinah: A quest for Justice, October 7 and beyond-07-2025

Le Rapport Dinah, intitulé A Quest for Justice: October 7 and Beyond, a été publié en juillet 2025 par le Dinah Project, un collectif d’experts légaux et spécialistes multi-disciplinaires basé à Jérusalem. Le rapport prend pour point de départ les attentats du 7 octobre 2023 perpétrés par le Hamas, le Jihad islamique ainsi que des civils gazaouis en Israël.  Il conclut que le Hamas et ses affidés ont également commis des crimes sexuels avec un «schéma génocidaire»,dans le but de « terroriser et de déshumaniser la société israélienne",. Ces exactions ont  été «généralisées et systématiques».  
Si le Hamas a "rejeté" les accusations de crimes sexuels , les qualifiant de "mensonges", les images filmées par les caméras des commandos du Hamas et des autres groupes sont éloquentes.  Elles montrent "les images des victimes suppliciées et abattues sommairement", et "circulent rapidement sur les réseaux sociaux, parfois diffusées en temps réel sur les comptes des familles des victimes."
Dans un contexte plus large, le projet Dinah a pour objectif de repenser le discours sur la violence sexuelle liée aux conflits dans le monde entier, en s'appuyant sur ces événements du 7 octobre. Il vise en premier lieu à élaborer d’une part des outils et des stratégies innovants destinés à lutter contre le négationnisme et d’autre part, à assurer tant la responsabilité pénale que l’obligation de rendre des comptes dans les cas de violence sexuelle perpétrée dans des contextes de conflit à l’échelle mondiale,. Se basant sur le droit international, le rapport constitue dans ce cadre une feuille de route "permettant d’identifier et d’obtenir justice pour l’utilisation de la violence sexuelle comme arme de guerre, qui constitue de surcroît un crime contre l’humanité."
En second lieu, le rapport Dinah "vise à obtenir reconnaissance et justice pour les survivants de violences sexuelles dans les zones de conflit."
Le nom du projet fait référence à Dinah, personnage biblique, fille de Jacob et Léa, victime d’un viol par Sichem (Genèse 34). Cette figure est interprétée comme un symbole des victimes de violences sexuelles dont l’histoire est souvent tue ou marginalisée. Le projet utilise cette référence pour mettre en lumière la nécessité de reconnaître ces crimes et d’y apporter une réponse judiciaire appropriée.
Le "Dinah Project" a été fondé par la juriste Ruth Halperin-Kaddari, l’ancienne procureure militaire Sharon Zagagi-Pinhas et la juge Nava Ben-Or, avec la participation de chercheuses, médecins légistes, psychologues et enquêteurs. Le rapport a été présenté le 8 juillet 2025 à Jérusalem.

## Contexte et enquêtes
Le rapport s’appuie sur un contexte marqué par les attaques du Hamas du 7 octobre 2023 contre Israël, qui ont fait environ 1 200 morts et plus de 250 otages selon des sources officielles.
Des accusations de violences sexistes et sexuelles accompagnent cette attaque, confirmées par des enquêtes menées par des organisations internationales et diverses ONG. Les constats se sont appuyés sur des preuves circonstancielles, témoignages, analyses vidéo ou photographiques, et des missions d’enquête sur le terrain.
Selon le rapport Dinah et l'Association des Centres de crises pour les Viols en Israël (ARCCI), le schéma suivi par les terroristes le 7 octobre indique que les agressions et mutilations sexuelles commises ont suivi une méthodologie précise, préméditée, au même titre que les autres  exactions commises avec une "intention génocidaire".  Le quotidien Libération rapporte que les exactions présentent des similitudes avec  les violences sexistes et sexuelles commises dans les guerres contemporaines et que celles commises le 7 octobre étaient dirigées «systématiquement et délibérément contre les civils israéliens».
Les intentions du Hamas d'annihiler Israël ont été confirmées de manière répétée par Ghazi Hamad, porte-parole du Hamas au Liban, lors de différentes interviews: «Israël est un pays qui n’a pas sa place sur notre terre. Nous devons éliminer ce pays, car il constitue une catastrophe sécuritaire, militaire et politique pour la nation arabe et islamique, et il faut en finir. Nous n’avons pas honte de le dire, avec force.»  Un membre du bureau politique du Hamas, Osama Hamdan, affirme dans une interview qu'une "prochaine bataille de libération" aura des conséquences bien pires que les attaques du 7 octobre.
L'article 7 du Statut de Rome de la Cour Pénale Internationale, qui définit les crimes contre l'humanité, inclut les violences sexuelles. Plus précisément, le paragraphe 1(g) de l'article 7 stipule que sont considérés comme crimes contre l'humanité, "le viol, l'esclavage sexuel, la prostitution forcée, la grossesse forcée, la stérilisation forcée ou toute autre forme de violence sexuelle de gravité comparable", lorsqu'ils sont commis dans le cadre d'une attaque généralisée ou systématique contre une population civile.

### Rapports de l'ONUet enquêtes internationales
- Le rapport de son envoyée spéciale sur la question des violences sexuelles, Pramila Patten en mars 2024, qui constitue le premier rapport sur les violences sexuelles commises le 7 octobre 2023.
- Les conclusions de ce rapport sont reprises dans le paragraphe 41 du rapport du Conseil de Sécurité des Nations-Unies du 4 avril 2024.
- Le rapport du Rapport du 14/06/2024 de la Commission internationale indépendante chargée d’enquêter dans les Territoire palestiniens occupés, y compris Jérusalem-Est, et en Israël dans ses "Conclusions factuelles : actes commis par les Brigades Ezzeddine el-Qassam et d’autres groupes armés palestiniens le 7 octobre 2023 en Israël "
- Human Rights Watch, dénonce dans son rapport que ces crimes de guerre "comprennent les attaques délibérées et aveugles contre des civils et des biens civils, des homicides volontaires de personnes détenues, des traitements cruels et inhumains, des violences sexuelles et sexistes, des mutilations et vol de dépouilles, l’utilisation de boucliers humains ainsi que des actes de pillage et de saccage",,
- Amnesty International a également mené sa propre enquête.

## Objectifs du rapport
Les objectifs du rapport Dinah sont de:
1. Développer une plateforme structurée qui structure et organise toutes les preuves et informations disponibles concernant les violences sexuelles perpétrées le 7 octobre et en captivité. La plupart des victimes ayant été réduites au silence de manière permanente — soit assassinées pendant ou après les agressions, soit trop traumatisées pour parler — ce qui crée un défis uniques nécessitant un modèle probatoire adapté et sensible au contexte des violences sexuelles liées aux conflits (VSCL).
2. Créer un cadre juridique qui aborde les défis uniques de la poursuite des violences sexuelles liées aux conflits (VSCL).
3. Établir des principes de responsabilité pénale conjointe dans les attaques de masse et faire appliquer une responsabilité collective d’une entreprise ou organisation criminelle ("joint criminal enterprise") à l’ensemble des participants à l’attaque, même si ceux-ci ne peuvent pas être identifiés.
4. Dénoncer le négationnisme quant aux violences sexuelles liées au conflit, en particulier les discours minimisant les témoignages des victimes[25],[26]
5. Proposer des innovations juridiques afin d’autoriser l’usage d’autres formes de preuves que les témoignages directs.  Le rapport détaille les informations fournies par trois groupes spécifiques : les survivants de première ligne, les témoins oculaires et auditifs en temps réel et enfin, les premières équipes d’intervention et médecins légistes. [27]
6. Favoriser la reconnaissance, la réparation et la justice pour les victimes des violences sexuelles dans les conflits en général.

Le rapport Dinah souhaite aller plus loin que les rapports existants, entre autres de l'ONU, sur le sujet des violences sexuelles lors des attaques du 7 octobre, en exerçant une analyse comparative des rapports officiels de l'ONU, y compris leurs conclusions et implications factuelles et juridiques. Dans ce cadre: "Tout en se concentrant sur le cas israélien, il peut servir d'étude de cas pour relever les défis de la reconnaissance et de la justice pour les victimes de la violence sexuelle et sexiste partout dans le monde. "

## Contenu et méthodologie

### Méthodologie
Une documentation abondante existe sur les événements du 7 octobre. Cependant, la plupart des victimes des agressions sexuelles du 7 octobre ont été tuées par les auteurs des faits. D'autres victimes ayant survécu sont restées mutiques en raison des traumatismes vécus et de la honte qu'ils portent.
Outre les témoignages des trois groupes spécifiques évoqués supra (les survivants de première ligne, les témoins oculaires et auditifs en temps réel et les premières équipes d’intervention et médecins légistes), d'autres catégories de témoignages sont disponibles: posts sur les réseaux sociaux, interviews dans les médias traditionnels, enregistrements des témoignages, etc.  L'équipe du projet a suivi chaque piste, à travers une collaboration avec les autorités et le projet Edut710.  La police israélienne affirme quant à elle avoir recueilli plus de 1.500 témoignages sur les exactions commises le 7 octobre, des témoignages qualifiés de "choquants et pénibles".
Le rapport repose en outre sur les témoignages de 15 otages, détenus par le Hamas et d'autres groupes terroristes à Gaza, libérés et ayant vécu ou assisté à des violences sexuelles ; 17 autres témoins, incluant premiers intervenants et professionnels de santé  ainsi que sur des preuves médico-légales, visuelles et sonores analysées par des experts indépendants.
L'équipe du projet Dinah s'est appuyée tant sur ses propres entretiens que sur des témoignages rendus accessibles au public et des comptes rendus publiés.
Le rapport Dinah reprend l'ensemble des preuves médico-légales et des témoignages; propose une analyse et une catégorisation systématiques des informations en fonction de leur valeur probante; offre un aperçu critique du cadre juridique existant pour la poursuite des auteurs de violences sexuelles liées à la guerre; développe des outils structurels de documentation et d'analyse des informations; établit un cadre basé sur la responsabilité conjointe des auteurs et enfin, propose d'établir des bases juridiques pour les poursuites contre les auteurs de crimes sexuels du 7 octobre et d'autres actes de violence sexuelle liée à la guerre.
La méthodologie utilisée est innovante dans la mesure où elle propose une classification des exactions en fonction de la proximité du témoignage. Elle tient également compte du fait que la plupart des victimes de ces violences le 7 octobre ont été assassinées pendant ou après les agressions, d'autres ont été prises en otage ou d'autres encore restent traumatisées et mutiques.

### Contenu
A travers les différents témoignages, le rapport documente des cas distincts de violences sexuelles incluant viol, viol collectif, mutilations génitales, nudité forcée, exhibition et humiliations publiques souvent suivies d'exécutions, sur plusieurs sites: le festival Nova, la base militaire Re’im, la Route 232 et les kibboutzim de Nir Oz, Kfar Aza, etc.
Les témoignages de survivants: un survivant d'une tentative de viol le 7 octobre et de 15 otages libérés ayant subi ou témoigné de violences sexuelles.
Les témoignages de témoins oculaires et auriculaires : au moins 17 témoins décrivant 15 incidents séparés d'agression sexuelle, y compris des viols collectifs, des viols et des mutilations.
Les témoignages de 27 primo-intervenants, ayant décrit des cas de violence sexuelle dans six lieux différents.
Les preuves médico-légales, à savoir les comptes rendus des autopsies, décrivant des corps portant des marques de violence sexuelle, étayées par une documentation photographique. 
Les preuves visuelles et audio : Vidéos, photographies et communications interceptées, décrivant l'humiliation et l'agression sexuelle.  Ces vidéos proviennent souvent des caméras Go-Pro portées par les assaillants et diffusées, parfois en live, sur les réseaux sociaux.
Et enfin, les témoignages des soignants et thérapeutes.
Les victimes assassinées le 7 octobre suite à des viols et viols collectifs présentent divers types de violences.  Ces victimes ont été découvertes par des primo-intervenants ou des survivants: corps avec des objets insérés dans les parties intimes, corps mutilés, corps présentant des blessures par balles et autres mutilations au niveau des parties génitales et corps de femmes, nus jambes écartés menottés à des arbres ou gisants.